# Andrey Ashchev
Andrey Viktorovich Ashchev (10 de maio de 1983) é um voleibolista profissional russo.

## Carreira
Andrey Ashchev é membro da seleção russa de voleibol masculino. Em 2016, representou seu país nos Jogos Olímpicos de Verão no Rio de Janeiro, que ficou em quarto lugar.